# Виртуелна уметност
Виртуелна уметност је термин за виртуелизацију уметности, направљен са техничким медијима развијеним крајем 1980-их (или мало пре тога, у неким случајевима).  То укључује интерфејсе човека и машине као што су кутије за визуелизацију, стереоскопске наочаре и екрани, дигитално сликарство и скулптура, генератори тродимензионалног звука, рукавице за податке, одећа за податке, сензори положаја, тактилни системи и системи повратне спреге, итд.  Како виртуелна уметност покрива тако широк спектар медија, то је свеобухватан термин за специфичне фокусе унутар ње. Велики део савремене уметности постао је, по речима Френка Попера, виртуелизован. 

## Дефиниција
Виртуелна уметност се може сматрати постконвергентном уметничком формом заснованом на спајању уметности и технологије, те тако садржи све претходне медије као подскупове.  Овај фокус на уметност и технологију деле књиге Џека Бернама и Жин Јангблад. Пошто се виртуелна уметност може састојати од виртуелне стварности, проширене стварности или мешовите стварности, то се може видети у другим аспектима продукције као што су видео игре и филмови.
У својој књизи Од технолошке до виртуелне уметности, Френк Попер прати развој имерзивне, интерактивне уметности нових медија од њених историјских претходника преко данашње дигиталне уметности, компјутерске уметности, кибернетичке уметности, мултимедијалне уметности и мрежне уметности. Попер показује да је савремена виртуелна уметност даље усавршавање технолошке уметности касног двадесетог века, а такође и одступање од ње. Оно што је ново у овој новомедијској уметности, тврди он, јесте њена хуманизација технологије, њен нагласак на интерактивности, њено филозофско истраживање стварног и виртуелног и њена мултисензорна природа.  Он даље тврди да оно што разликује уметнике који се баве виртуелном уметношћу од традиционалних уметника јесте њихова комбинована посвећеност естетици и технологији . Њихови „вануметнички“ циљеви – повезани са њиховим естетским намерама – тичу се не само науке и друштва, већ и основних људских потреба и нагона. 
Да би објаснио и илустровао појаву техно-естетике, Попер наглашава панорамски и вишегенерацијски домет виртуелне уметности. Што се тиче виртуелне уметности, наглашена је отвореност како са становишта уметника и њихове креативности, тако и са становишта корисника који прате њихове мисли и акције. Ова посвећеност препуној отворености која се налази у виртуелној уметности може се пратити у теоријама Умберта Ека и других естетичара.

## У виртуелним световима и забави
Виртуелна уметност се може видети у световима као што су Second Life и Инворлдз виртуелна окружења у којима је све могуће кориснику, кога представља аватар. У виртуелном свету, способности аватара се крећу од обичног ходања до летења. Окружење и пејзаж таквих окружења је сличан стварном свету, осим што га аватар може мењати. Светови имају уређивач који омогућава кориснику да изгради своје искуство баш онако како он или она жели да буде. Корисник није омеђен физиком или немогућностима са којима се суочава у стварном свету.
Виртуелна уметност се прави са много компјутерских програма и нема граница, тако да користи анимације, филмове, компјутерске игрице и тако даље. Како постаје све популарнији и важнији, то доводи до тога да људи могу да живе још један виртуелни живот. Са напретком технологије, виртуелна уметност се брзо трансформисала и еволуирала од једноставних 8-битних репрезентација до 3Д модела који садрже милионе полигона.

## У популарним видео играма и филмовима
- Симс
- Матрикс
- Терминатор
- Аватар
- The Elder Scrolls
- Играч број 1